# Joseph Ryelandtzaal

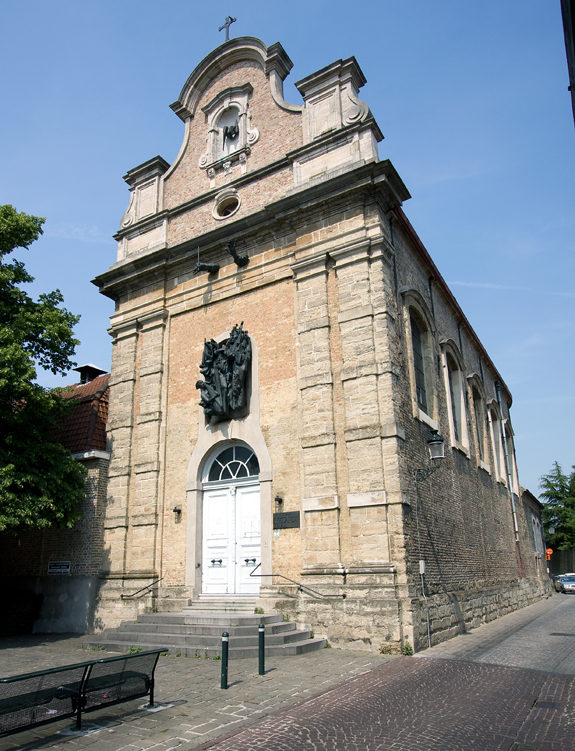
De Joseph Ryelandtzaal aan het Achiel Van Ackerplein

De Joseph Ryelandtzaal is een gebouw aan het Achiel Van Ackerplein in de Belgische stad Brugge. 

## Geschiedenis
Het was de kerk van het voormalig Theresianenklooster. In 1783 werd het klooster op bevel van keizer Jozef II opgeheven. Het werd overgenomen door zusters apostolinnen, die in 1803 door de Fransen werd afgeschaft. Het oude klooster werd militair hospitaal en de kerk een oogkliniek. Vanaf 1820 werd de kerk ter beschikking gesteld van de protestantse en van de anglicaanse eredienst. De anglicanen gaven er de naam Saint Mary's Church aan en hielden deze als hun parochiekerk in gebruik tot aan hun verhuis naar het Keersken in 1985. 
De kerk werd rond 1985 gerestaureerd tot concertzaal en genoemd naar de Brugse componist Joseph Ryelandt. Een nieuw orgel werd geplaatst. De zaal werd een bijhuis van het Brugs Muziekconservatorium, voor orgellessen en allerhande uitvoeringen. Het werd ook gebruikt door verschillende koor- en muziekverenigingen. Ook werden af en toe burgerlijke uitvaartceremonies gehouden (o.m. Mark Braet en Rik Bevernage).
In 2018 had het stadsbestuur het voornemen de Ryelandtzaal te verkopen aan een projectontwikkelaar die vooruitzichten had met het achtergelegen Theresianenklooster. Toen dit bekend werd, kwam hiertegen vanuit verschillende hoeken protest en het stadsbestuur borg dit voornemen op.